# 9640 Lippens
9640 Lippens este un asteroid din centura principală de asteroizi.

## Descriere
9640 Lippens este un asteroid din centura principală de asteroizi. A fost descoperit pe 12 august 1994 la Observatorul La Silla de Eric Walter Elst. El prezintă o orbită caracterizată de o semiaxă mare de 2,43 ua, o excentricitate de 0,16 și o înclinație de 2,8° în raport cu ecliptica.